# Chinese Democracy
Chinese Democracy šesti je album američkog sastava Guns N' Roses. Objavljen je diljem svijeta i u Hrvatskoj 23. studenog 2008. godine. Datum izlaska već je nekoliko puta bio najavljivan.
Tijekom godina pretpostavljalo se koje će pjesme biti na albumu: "Better", "I.R.S.", "There Was a Time", "Street Of Dreams", "Madagascar", "Cather in the Rye" i druge. Pjesma "Shackler's Revenge" bit će objavljena u igri "Rock Band 2" za X-Box, čiji se izlazak očekuje u studenom 2008. godine.
Trenutačna postava sastava koja je sudjelovala u stvaranju albuma je: Dizzy Reed (klavijature), Chris Pitman (klavijature), Robin Finck (gitara), Richard Fortus (gitara), Ron "Bumblefoot" Thal (gitara), Tommy Stinson (bas-gitara), Frank Ferrer (bubnjevi) i  Axl Rose. Na albumu će se vjerojatno naći i pjesme koje su snimljenje s bivšim članovima sastava (Buckethead, Brian Mantia, i drugi).

## Popis pjesama
1. "Chinese Democracy"  – 4:43
2. "Shackler's Revenge" – 3:36
3. "Better" - 4:58
4. "Street of Dreams" - 4:46
5. "If the World" - 4:54
6. "There Was a Time" - 6:41
7. "Catcher in the Rye" - 5:52
8. "Scraped" - 3:30
9. "Riad N' the Bedouins" - 4:10
10. "Sorry" - 6:14
11. "I.R.S." - 4:28
12. "Madagascar" - 5:37
13. "This I Love" - 5:34
14. "Prostitute" - 6:15